# Gouverneur (Japon)
Pour les autres fonctions portant un titre similaire, voir Gouverneur.
Le chiji (知事), généralement traduit en gouverneur, est le titre du chef de l'exécutif d'une préfecture au Japon. Chacune des quarante-sept préfectures du Japon dispose d'un gouverneur, élu au suffrage universel direct. Il est le chef politique et honorifique de la préfecture. 
Selon le principe de l'« autonomie à 30 % » (三割自治, San wari jichi), les gouverneurs disposent d'une marge de manœuvre toujours limitée par le gouvernement central, notamment dans le domaine des transferts financiers et dans la règlementation administrative générale. Les gouverneurs sont donc également les représentants de l'État dans leurs préfectures et sont chargés d'y faire appliquer la loi. Ils n'ont toutefois plus depuis 2000 le statut de « délégués de l'autorité », ce qui les plaçait de fait dans une situation d'infériorité et de dépendance vis-à-vis du gouvernement central. Il s'agit donc désormais d'une fonction autonome, qui a la « confiance » de l'échelon national. 

## Rôle
Le gouverneur dirige la branche exécutive de la préfecture, qui comprend : 
- des commissions administratives, qui ne font pas partie du gouvernement local, même si leurs membres sont nommés par le gouverneur (pour des mandats fixes) avec l'approbation de l'Assemblée ou élus par cette dernière :
  - le bureau de l'éducation : ses membres sont nommés par le gouverneur pour quatre ans, ils sont chargés d'appliquer les décisions préfectorales concernant l'éducation, comme la création et la gestion des établissements publics (collèges et lycées) ou la nomination du personnel éducatif, mais aussi la science et la culture. Il est dirigé par un surintendant qui est élu par ses membres.
  - commission de la sécurité publique : ses membres sont nommés par le gouverneur pour trois ans, ils dirigent la police préfectorale et les services qui lui sont liés.
  - commission électorale : ses membres sont élus par les membres de l'Assemblée préfectorale parmi le corps des citoyens de la préfecture pour quatre ans. Elle est chargée de gérer les élections des gouverneurs et des membres de l'Assemblée préfectorale, et jugent des affaires de contestation des élections nationales (des représentants ou conseillers issus de la préfecture). Les citoyens peuvent les saisir pour destituer un représentant ou un conseiller. Les affaires électorales concernant les représentants à l'Assemblée préfectorale ou le gouverneur (contestation d'élection, demande de destitution) sont gérées par les commissions électorales élues, de la même manière, dans les différentes communes de la préfecture.
  - commission du personnel : ses membres sont nommés par le gouverneur, et gèrent le personnel de la préfecture.
  - commission des relations du travail local : ses membres sont nommés par le gouverneur, et gèrent l'organisation du travail local.
  - le commissaire à l'audit : nommé par le gouverneur, qui peut être saisi par les citoyens ou par l'Assemblée pour réaliser des audits sur tout ou partie de la gestion préfectorale.
- un ou plusieurs vice-gouverneurs, nommés par le gouverneur et qui le remplacent en cas d'incapacité de ce dernier.
- un commissaire aux comptes, qui gère la trésorerie préfectorale et dirige le département des comptes.
- un administrateur des entreprises publiques, qui dirige un bureau des entreprises publiques.
- les départements, bureaux et services du gouvernement préfectoral, chargés de travailler à l'élaboration des projets d'ordonnances puis la gestion des programmes élaborés par les ordonnances locales et les règlements du gouverneur :
  - un département des Affaires générales,
  - un département de la Planification,
  - un département des Affaires sociales et du Travail,
  - un département de la Santé et de l'Hygiène,
  - un département de l'Environnement,
  - un département de l'Industrie et du Commerce,
  - un département de l'Agriculture et des Forêts (uniquement dans les préfectures qui conservent des zones rurales),
  - un département des Travaux publics,

Le gouverneur participe, concurremment avec l'assemblée préfectorale, à l'élaboration des Ordonnances locales (条例, Jōrei), véritables lois de la collectivité qui règlementent les droits et devoirs des citoyens dans ses champs de compétence, ainsi que la tarification des transports en commun et les différents programmes d'action préfectorale. Les violations aux ordonnances peuvent être punies par des peines limitées, allant jusqu'à deux ans de prison ou un million de yens d'amendes. Elles doivent être, pour être appliquées, votées par l'Assemblée préfectorale. Il est ensuite chargé de les faire exécuter. Il prépare le budget, qu'il présente devant l'Assemblée, et est ensuite chargé de le faire respecter. Il prend également, et cette fois-ci seul et sans vote de l'assemblée, des décisions règlementaires, appelées Règlements locaux (規則, Kisoku), dont les contrevenants ne s'exposent qu'à des amendes ne dépassant pas 50 000 yens. En cas de contradiction entre l'ordonnance et un règlement, l'ordonnance a la priorité. 
Il représente la préfecture auprès du gouvernement central, de la justice, des autres préfectures et à l'étranger. Jusqu'à la réforme de la loi d'autonomie locale de 1999, entrée en fonction en 2000, les gouverneurs étaient vus comme des « délégués de l'autorité publique », et donc comme hiérarchiquement dépendants de l'autorité centrale. Depuis 2000, ils sont donc totalement indépendants sur le plan administratif de l'échelon national. 
Il peut s'opposer à une ordonnance ou à une décision de l'Assemblée par un droit de veto, demandant alors aux membres du corps législatif de reconsidérer leur choix. En contrepartie, l'Assemblée peut voter contre lui une motion de censure.
Le mandat de gouverneur est incompatible avec toute autre fonction élective (représentant, conseiller, maire, membre d'une Assemblée préfectorale ou communale) ou avec toute autre fonction officielle ou publique. 
Le gouverneur siège dans la capitale de la préfecture où il peut aussi disposer d'une résidence officielle.

## Historique
Avant la révolution Meiji, le Japon avait une organisation de type féodale : divisée en provinces, la véritable entité territoriale était le fief géré par un daimyo. 
En 1871, le gouvernement de l'ère Meiji abolit le système féodal et crée, sur le modèle français, les préfectures. Initialement prévu pour être de sept cents, leur nombre est réduit à 72 dès la fin de 1872 et aux 47 actuelles (avec des remaniement dans les frontières géographiques de certaines d'entre elles) en 1888. Le gouvernement central nomme dans chacune d'elles des officiers comme relais de l'autorité de l'État : ils portent successivement les noms de « Secrétaire » (参事, Sanji) (1871-1872), « Commandeur » (令, Rei) (1872-1886) et enfin « Gouverneur » ou « Préfet » (知事, Chiji) à partir de 1886. 
La loi d'autonomie locale de 1947 dote chaque préfecture de leur organisation actuelle : c'est depuis cette date que les gouverneurs sont élus au suffrage universel direct.

## Élections
L'élection des gouverneurs est règlementée par la loi électorale des responsabilités publiques de 1950. 

### Candidature et campagne[1]

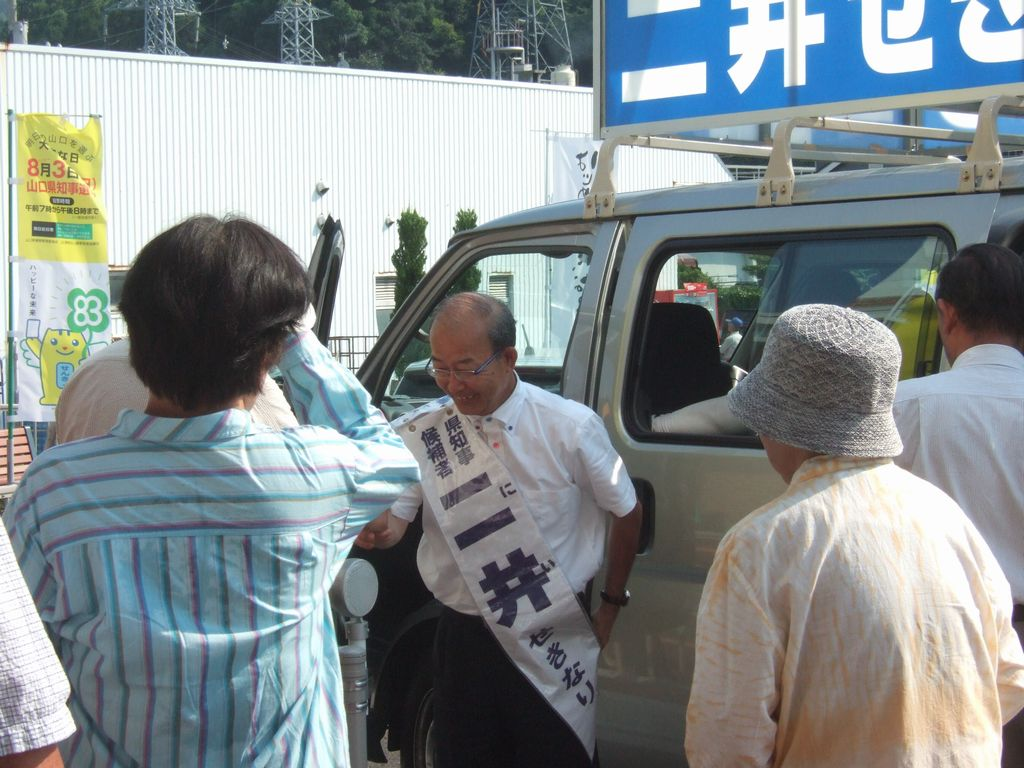
Un candidat à l'élection du gouverneur de Yamaguchi de 2008, en pleine campagne.

Tout(e) citoyen(ne) japonais jouissant de ses droits civiques, et âgé de plus de trente ans, peut se porter candidat ou être proposé comme tel par un autre citoyen ou personne morale. La durée de campagne, qui va de l'enregistrement officielle de la candidature à la veille du vote, est de 17 jours. Lors de la présentation de la candidature, le candidat doit faire un dépôt de trois millions de yens, qui seront encaissés par le trésor national ou toute autorité compétente si jamais son score lors du scrutin est inférieur à 10 % des suffrages exprimés, et qui lui seront rendus sinon. 
Lors de la campagne, tout candidat peut exprimer librement ses opinions, et libre de toute charge, à la radio ou à la télévision (que ce soit sur des stations publiques ou privées), par le biais de slogans répétés par des véhicules ou des meetings dans la rue entre 8 h et 20 h. Il peut distribuer un nombre limité de tracts et cartes postales publicitaires (le total de ces deux types d'éléments de propagande sont limités en tout à 300 000), égales, avec N le nombre de circonscriptions législatives que compte la préfecture, à 35 000 + 2 500x(N-1) cartes postales et 100 000 + 15 000x(N-1) tracts. Lors des meetings, les bannières et panneaux publicitaires doivent être placés en dehors de la plate-forme des orateurs, et aucune autre littérature ou illustration ne doit être distribuée ou présente sur les lieux. Les municipalités doivent sinon fournir des emplacements pour l'affichage des illustrations de campagne des candidats. Les frais de campagne sont limitées, pour chaque candidat, à un montant égal à, avec N le nombre d'inscrits sur les listes électorales dans la préfecture : 7 ¥ × N + 24 200 000 ¥.   
Si les principaux candidats sont généralement investis par les grands partis nationaux (entraînant d'importantes tractations pour se choisir le meilleur candidat), et si les élections de gouverneur servent de test pour ces formations en vue des élections nationales futures, les enjeux réels du scrutin sont souvent indépendants des luttes partisanes, le but des différentes équipes de campagne étant de faire connaître le plus possible les noms des différents candidats afin que les électeurs s'en rappellent le jour du vote (en effet, l'électeur doit faire son choix en marquant le nom de son favori sur le bulletin de vote). D'où la multiplication des tracts, affiches, banderoles et badges, et l'importance des meetings en pleine rue ou des vans électoraux scandant dans des haut-parleurs le nom du candidat et certains slogans accrocheurs. 
De plus, un phénomène particulier s'est développé depuis les années 1980, concernant plus de 80 % des gouverneurs en place après 1989 : celui des candidats dits Ainori (あいのり), soit littéralement « partageant le chemin », qui sont investis par plusieurs partis politiques non communistes et qui pourtant ont tendance à s'affronter sur la scène nationale. Et, même dans ce cas, ils développent généralement, une fois en place, une attitude indépendante des lignes traditionnelles des formations qui les ont soutenus, permettant l'avènement de gouverneurs de plus en plus autonomes vis-à-vis du gouvernement central qui réussissent parfois à renverser la situation en faveur de l'échelon local, lequel, sous leur gouvernement, devient le champ d'expérimentation de réformes ambitieuses et imaginatives reprises ensuite par l'échelon national. Ce mouvement réformateur a donné naissance en 1998 à un groupe informel de gouverneurs appelé « Le changement du Japon par les régions » (地域 から 変わる 日本, Chiiki kara kawaru Nihon).

### Scrutin
Le gouverneur est élu au suffrage universel direct au scrutin uninominal majoritaire à un tour, pour un mandat de 4 ans renouvelable indéfiniment. Selon le principe des « élections locales unifiées », qui ont lieu tous les quatre ans au mois d'avril depuis 1947, les scrutins sont organisés tout au long du mois sur deux dimanche en fonction du type d'officiel à élire : les gouverneurs, les membres des assemblées préfectorales ainsi que les maires et conseillers des villes désignées sont élus lors du deuxième dimanche d'avril, et les élus des autres municipalités lors du dernier dimanche de ce mois. 
Cependant, comme de nouvelles élections doivent être organisées dans les deux mois suivant le décès, la démission ou l'incapacité définitive à remplir ses fonctions d'un gouverneur, et que le nouvel élu dispose quoi qu'il arrive d'un mandat de quatre ans, la plupart des élections des exécutifs provinciaux sont aujourd'hui décalés de ce modèle initial et des élections de gouverneur ont désormais lieu tous les ans. Aujourd'hui, seulement treize gouverneurs sur 47 sont encore élus suivant le principe des élections unifiées aux années 1947+4X (ou X représente le numéro de l'élection depuis la première en 1947, les dernières en date ayant eu lieu en 2007 quand les prochaines auront lieu en 2011) : ceux des préfectures de Fukui, Fukuoka, Hokkaidō, Iwate, Kanagawa, Mie, Nara, Oita, Saga, Shimane, Tokushima, Tōkyō et Tottori. 
Les dernières élections de gouverneur, par préfecture, ont eu lieu :
- trois en 2009, ils seront soumis à un nouveau vote au plus tard en 2013  :
  - 30 août (renouvellement fin août ou début septembre 2013) : Ibaraki,
  - 25 octobre (renouvellement fin octobre ou début novembre 2013) : Miyagi,
  - 6 novembre (renouvellement début novembre 2013) : Hiroshima,
- onze en 2010, ils seront soumis à un nouveau vote au plus tard en 2014 :
  - 21 février (renouvellement en février 2014) : Nagasaki,
  - 14 mars (renouvellement début mars 2014) : Ishikawa,
  - 11 avril (renouvellement début avril 2014) : Kyōto,
  - 11 juillet (renouvellement début juillet 2014) : Shiga,
  - 8 août (renouvellement début août 2010) : Nagano,
  - 29 août (renouvellement en août 2014) : Kagawa,
  - 7 novembre (renouvellement début novembre 2014) : Fukushima,
  - 28 novembre (renouvellement en novembre 2014) : concernant les 3 gouverneurs des préfectures suivantes :
    - Okinawa,
    - Wakayama,
    - Ehime,

  - 26 décembre (renouvellement en décembre 2014 ou janvier 2015) : Miyazaki.
- dix-neuf en 2011, ils seront soumis à un nouveau vote au plus tard en 2015 :
  - 30 janvier (renouvellement fin janvier 2015) : Yamanashi,
  - 6 février (renouvellement début février 2015) : Aichi,
  - 10 avril (renouvellement normalement le 12 avril 2015) : élection locale unifiée, concernant les 11 gouverneurs des préfectures suivantes :
    - Fukui,
    - Fukuoka,
    - Hokkaidō,
    - Kanagawa,
    - Mie,
    - Nara,
    - Oita,
    - Saga,
    - Shimane,
    - Tokushima,
    - Tottori,

  - 5 juin (renouvellement début juin 2015) : Aomori,
  - 3 juillet (renouvellement début juillet 2015) : Gunma,
  - 31 juillet (renouvellement début août 2015) : Saitama,
  - 11 septembre : normalement prévue lors de l'élection locale unifiée du 10 avril 2011 mais annulée en raison des conséquences du séisme et du tsunami du 11 mars dans la préfecture d'Iwate,
  - 10 novembre (renouvellement en novembre 2015) : Kōchi,
  - 27 novembre (renouvellement en novembre 2015) : Ōsaka.
- huit en 2012, ils seront soumis à un nouveau vote au plus tard en 2016 :
  - 25 mars (renouvellement fin mars 2016) : Kumamoto,
  - 8 juillet (renouvellement début juillet 2016) : Kagoshima,
  - 29 juillet (renouvellement début fin juillet ou début août 2016) : Yamaguchi,
  - 21 octobre (renouvellement en octobre 2016) : Niigata,
  - 28 octobre (renouvellement fin octobre 2016) : concernant les deux gouverneurs des préfectures suivantes :
    - Toyama,
    - Okayama,

  - 18 novembre (renouvellement en novembre 2016) : Tochigi,
  - 16 décembre (renouvellement en novembre ou décembre 2016) : Tōkyō.
- six en 2013, ils seront soumis à un nouveau vote au plus tard en 2017 : 
  - 10 janvier (renouvellement en janvier 2017) : Yamagata,
  - 27 janvier (renouvellement fin janvier 2017) : Gifu.
  - 17 mars (renouvellement en mars 2017) : Chiba,
  - 21 mars (renouvellement fin mars ou début avril 2017) : Akita,
  - 16 juin (renouvellement en juin ou début juillet 2017) : Shizuoka,
  - 21 juillet (renouvellement en juillet 2017) : Hyōgo.

### Destitution
L'Assemblée préfectorale peut voter contre le gouverneur une motion de censure, à la majorité des trois quarts, sur un quart de présents d'au moins deux tiers de la totalité des membres de l'assemblée. Il peut toutefois se maintenir en place s'il dissout l'Assemblée dans une période de dix jours après le vote de la motion, et si la chambre locale nouvellement élue ne confirme pas la défiance envers l'exécutif. 
Les citoyens de la préfecture ont également un pouvoir de désaveu sur leur gouverneur : ainsi une demande de destitution, signée par au moins un tiers des citoyens inscrits sur les listes électorales de la préfecture, est déposée auprès de la Commission électorale. Si celle-ci juge cette requête valide, elle est soumise à l'ensemble de l'électorat préfectoral par un référendum de destitution. Si elle est votée à la majorité absolue des suffrages exprimés, le gouverneur est obligé de démissionner. Une procédure similaire d'initiative populaire existe pour l'adoption ou l'abolition d'une ordonnance, la dissolution de l'Assemblée préfectorale ou la destitution des conseillers préfectoraux.

### Vacance du poste
La vacance du poste peut intervenir à la suite du décès, de l'incapacité, de la démission ou de la destitution, qu'elle soit par motion de censure ou par initiative populaire, du gouverneur. 
L'élection d'un nouveau gouverneur doit être organisée par la commission électorale entre dix-sept (durée nécessaire pour la campagne officielle) et cinquante jours après le début de la vacance du poste. Pendant cette période, le ou les vice-gouverneur(s) assurent l'intérim du pouvoir préfectoral en gérant les affaires courantes.

## Appellations particulières
Les préfectures du Japon étant généralement subdivisées en quatre catégories différentes, on distingue ainsi au sein des gouverneurs (même s'il ne s'agit alors essentiellement que d'une différence terminologique et non de statuts différents) : 
- le gouverneur métropolitain de Tōkyō (都 知事, Tochiji?), parfois également traduit, par abus de langage, par « maire de Tōkyō »,
- le gouverneur d'Hokkaidō (北海道 知事, Hokkaidō Chiji?),
- les deux gouverneurs urbains (府 知事, Fuchiji?) d'Ōsaka et de Kyōto,
- les 43 gouverneurs « ruraux » (県 知事, Kenchiji?)